# Карасово (озеро)
Карасово — озеро в Кривандинском сельском поселении Шатурского района Московской области. Относится к группе Туголесских озёр.

## Физико-географическая характеристика
Озеро, предположительно, ледникового происхождения.
Площадь — 2,4 км² (242 га), длина — около 2200 м, ширина — около 1500 м. Берега озера отлогие, с юго-восточной стороны приподнятые.
Глубина — 0,7-2,5 м, максимальная глубина достигает 2,5 м. Дно торфяное, покрыто толстым слоем сапропеля. Вода торфяная с тёмно-коричневой окраской.
Зарастаемость 90 %. Среди водной растительности распространены камыш, тростник, канадский рис, ряска, элодея, рдесты, кубышка, кувшинка, также встречается стрелолист, рогоз и земноводная гречиха. В озере обитают карась, ротан, раньше обитали также ёрш, щука, окунь, плотва и язь. Встречается ондатра.
Озеро используется для рыболовства и охоты на уток, имеет научное значение.